# A Boy and His Blob
A Boy and His Blob is een platformspel uit 2009 ontwikkeld door WayForward Technologies en intieel uitgebracht voor de Wii. Later nam Abstraction Games een licentie op het spel en bracht het uit voor Xbox One, PlayStation 3, PlayStation 4, PlayStation Vita, Windows, OS X, iOS, Linux en Android. Ziggurat Interactive bracht het spel uit voor Nintendo Switch.
Het spel is in een remake van A Boy and His Blob: Trouble on Blobolonia. Dat laatste werd in 1989 ontwikkeld door Imagineering voor Nintendo Entertainment System.

## Synopsis
Blob reist van de planeet Blobolonia naar Aarde om hulp te zoeken: zijn thuisplaneet wordt geregeerd door een kwaadaardige keizer. Op aarde ontmoet hij Boy die hem in een misie helpt om de kwaadaardige keizer van zijn troon te verdrijven.

## Trivia
Het spel is opgenomen in het boek "1001 Video Games You Must Play Before You Die" van Tony Mott.